# Celia & Johnny
Celia y Johnny est un album de Celia Cruz, enregistré avec Johnny Pacheco et sorti en 1974.

## Liste des titres de l'album
1. Quimbara
2. Toro mata
3. Vieja luna
4. El paso de mulo
5. Tengo el idde
6. Lo tuyo es mental
7. Canto a La Habana
8. No mercedes
9. El tumbao y Celia
10. El pregon del pescador

## Sources
- AllMusic ,
- Labesse, « L’âge d’or de la salsa retrouve son éclat », Le Monde,‎ 29 août 2016 (lire en ligne)
- Disque d'or selon cet ouvrage
- Qualifié de « milestone album » dans cet article du billboard .

## Liens
- Ressources relatives à la musique :   - Discogs
  - MusicBrainz (groupes de sorties)